# Catharina Regina von Greiffenberg

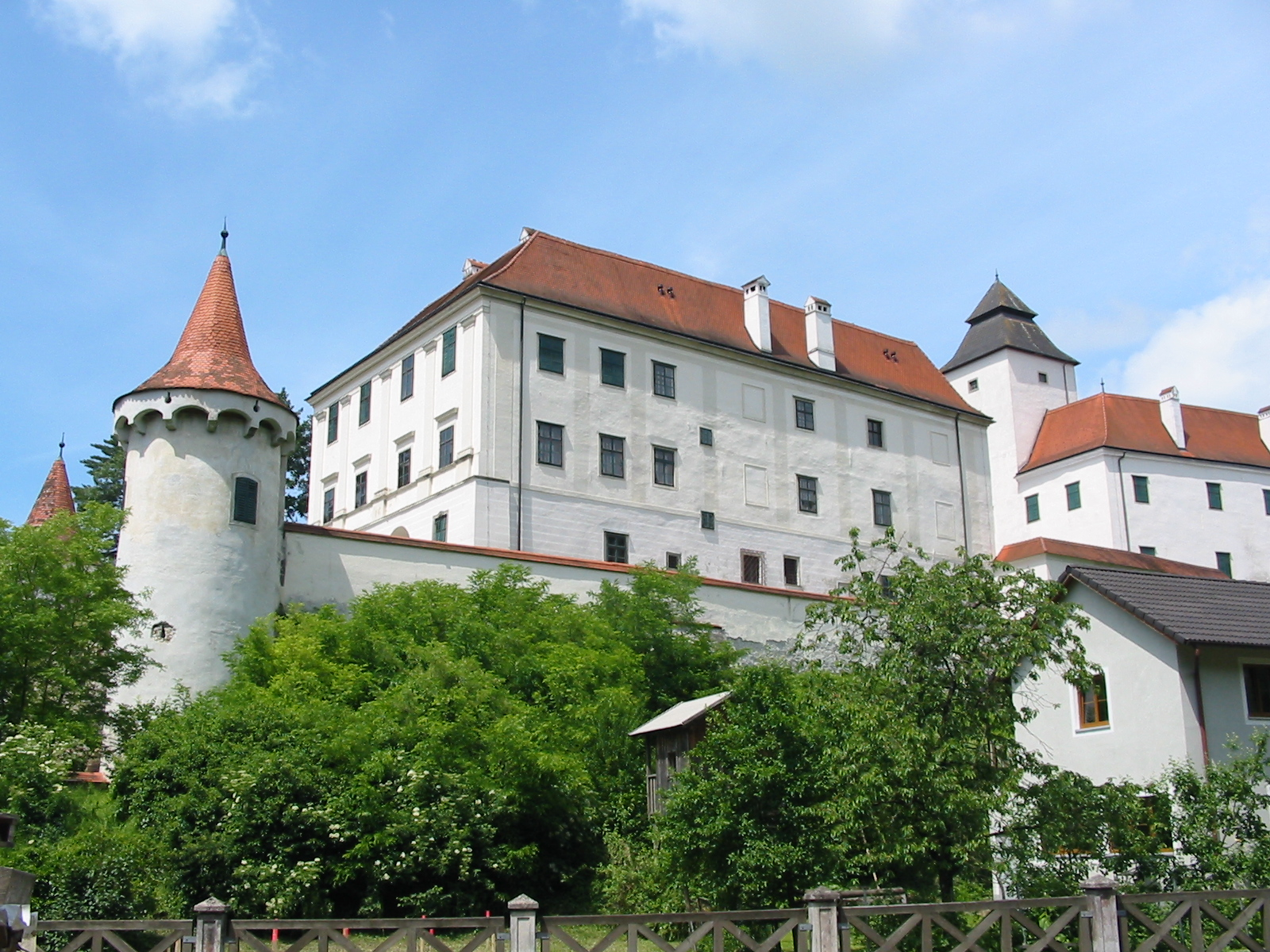
Zámek Seisenegg v rakouském Viehdorfu

Catharina Regina von Greiffenberg (7. září 1633 Viehdorf – 10. dubna 1694 Norimberk) byla dolnorakouská protestantská barokní básnířka, autorka v mysticismu zakořeněné duchovní lyriky.

## Biografie
Narodila se roku 1633 na zámku Seisenegg v Dolních Rakousích. Náležela k rakouské protestantské drobné šlechtě. Dlouhý čas strávený v protireformací stiženém Rakousku, v odloučení od protestantských sborů, dal vzniknout její hluboké, niterné zbožnosti s pietisticko-mystickými rysy. Mluvila několika jazyky, např. španělsky, francouzsky, italsky a také latinsky.
Za její nejvýznamnější dílo je pokládána sbírka Duchovní sonety, písně a básně (Geistliche Sonette, Lieder und Gedichte), vydaná roku 1662.
Pokusila se obrátit na protestantskou víru císaře Leopolda I. Od roku 1680 žila trvale v Norimberku, kde i ve věku 60 let zemřela.